# Krasnovišersk
Krasnovišersk (rusky Красновишерск) je město v Permském kraji v Ruské federaci. Při sčítání lidu v roce 2010 mělo zhruba šestnáct tisíc obyvatel.

## Poloha
Krasnovišersk leží v západních výběžcích Severního Uralu na levém břehu Višery, přítoku Kamy. Od Permu, správního střediska celého kraje, je vzdálen zhruba 315 kilometrů na sever.

### Doprava
V Kranovišersku je říční přístav na Višeře, jedná se zároveň o nejzazší místo, kam je Višera splavná. Nejbližší železniční stanice je v Solikamsku přibližně sto kilometrů na jih.